# O pięknie
O pięknie (ang. On Beauty) – powieść autorstwa brytyjskiej pisarki Zadie Smith wydana w 2005 roku. W Polsce opublikowana w 2006 roku przez wydawnictwo Znak w tłumaczeniu Zbigniewa Batko. Powieść pokazuje problemy etniczne i kulturowe istniejące zarówno w USA, jak i Wielkiej Brytanii. Opisuje także zderzenie liberalnych i konserwatywnych postaw ludzkich. 
Podobnie jak inna powieść pisarki, Białe zęby, książka została nagrodzona wieloma nagrodami, m.in.: Somerset Maugham Award, Anisfield-Wolf Book Award, Women’s Prize for Fiction. Była także nominowana do jednej z najważniejszych nagród literackich, Nagrody Bookera.

## Inspiracja
Powieść jest luźno oparta na książce Howards End E.M. Forstera, sama autorka określiła ją jako „hołd” dla powieści Forstera. Tytuł został wzięty od eseju Elaine Scarry „On Beauty and Being Just”. 
Zadie Smith umieściła w powieści siebie w postaci cameo, jako „niezdecydowaną powieściopisarkę”, odwiedzającą fikcyjny wydział Wellington.

## Zarys fabuły
Głowy dwóch rodzin, Belseyów i Kippsów, są rywalizującymi ze sobą profesorami uniwersyteckimi, ich żony natomiast przyjaźnią się ze sobą. Zamieszanie rozpoczyna się, gdy najstarszy syn Belseyów oświadcza się córce Kippsów.